# シカクマメ
シカクマメ（四角豆、学名: Psophocarpus tetragonolobus）は、マメ科シカクマメ属の多年草（日本では冬季に枯れるので一年草扱い）。熱帯アジア原産、またはマダガスカル原産といわれる。さやの断面は四角形で、4枚の翼状のひだがついた形状が特徴的なマメで、食用にされる。
ビルマやインド、インドネシア、パプアニューギニアなどの東南アジア、日本では沖縄県や小笠原諸島など、熱帯から亜熱帯地域で広く商業栽培されており、日本本土でも家庭菜園や緑のカーテン向けに栽培が広まっている。

## 名称
和名は、実の断面がひだのついた四角形なのでこの名前がある。学名の種小名も四角形（テトラゴン）に由来する。別名として、トウサイ（豆菜）、ハネミササゲともいい、莢にある4枚のひだを羽に見立ててウイングドビーンズ (英: Winged bean) ともよばれている。中国名は「四棱豆」（シリョウトウ）。
沖縄では「うりずん豆」「シカクマーミ」、日本本土では「琉球四角豆」といった別名でよばれており、沖縄で露地栽培がしやすい栽培品種「ウリズン」が作出されたことで、沖縄では品種名そのままに「うりずん」とよんでいる。ウリズンとは「潤い初め」の琉球方言で旧暦の2月〜3月頃を指し、春分から沖縄の梅雨入り前までの時期をあらわす言葉である。

## 食用
熱帯性のつる性植物で、主に長さ15センチメートル (cm) くらいの若い緑色の莢を食用にする。若い莢は、煮物、炒め物、酢の物、和え物、揚げ物（天ぷら）、塩ゆでにしてサラダなどにする。タイでは、スープの具としてなじみがある。軽い苦味があるものの、さっぱりした味でくせがなく、歯ごたえを楽しめる。さやだけに留まらず、花や葉、熟した豆、そして葉が枯れたあとの地下にできる地下根（芋）も食用になり、茹でたり、揚げるとピーナッツのような香りを楽しめる。芋からはデンプンもとれるため、芋を主要な食用とする地域もある。完熟した豆は、大豆のように利用できる。
栄養価は、可食部100グラム (g) 中の熱量は約20キロカロリー (kcal) と低カロリーで、水分量は約93 g、たんぱく質2.4 g、脂質0.1 g、炭水化物3.8 gが含まれる。β-カロテン（体内でビタミンAに変わる）、ビタミンC、カリウムが豊富で、ビタミンK、ビタミンB群、カルシウムもバランス良く含まれている。豆は高タンパク質、高脂肪で、大豆並みに栄養価が高い。

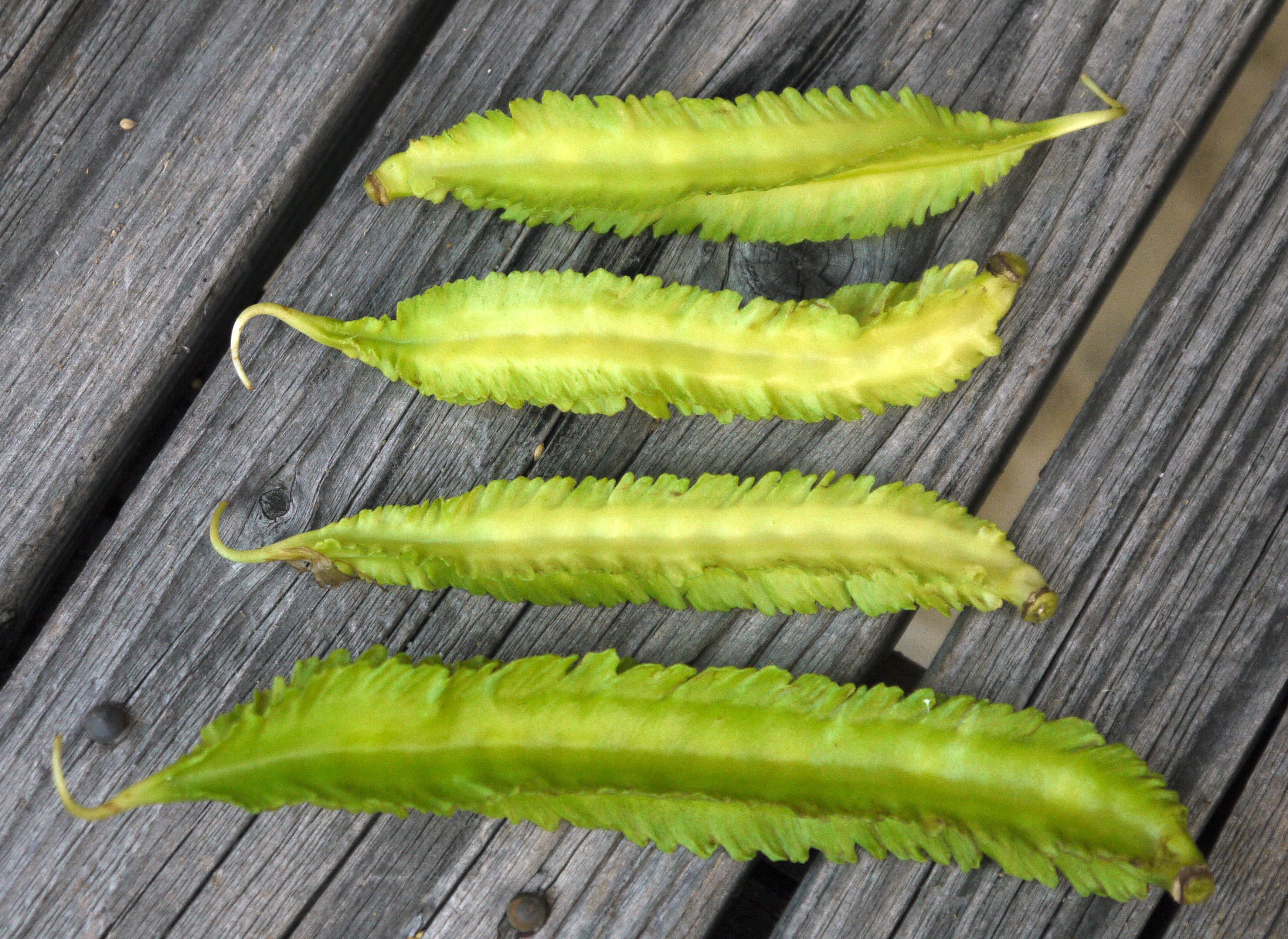
四角豆のさや
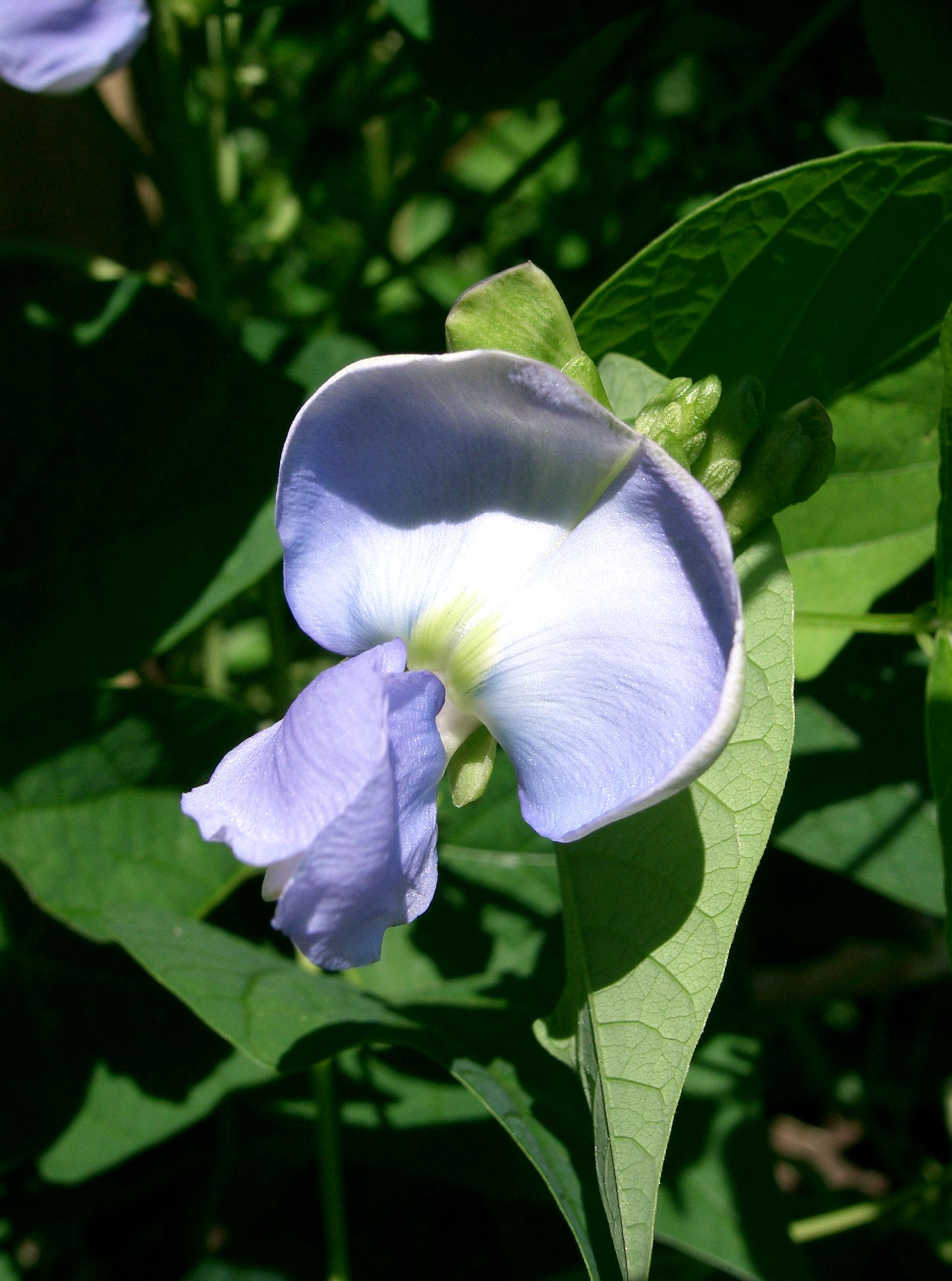
四角豆の花。花も食用になる
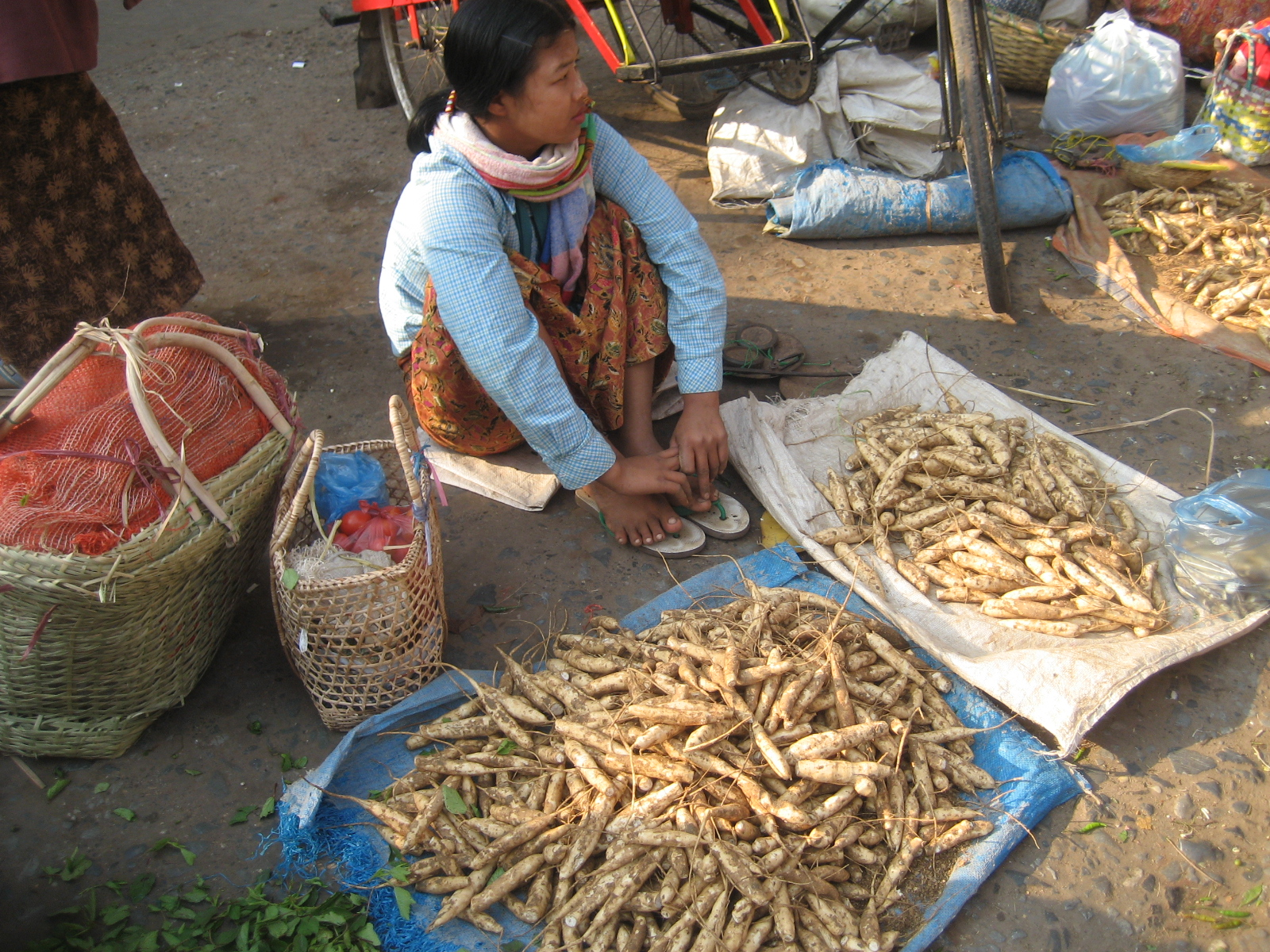
ミャンマーでの四角豆の芋の露天
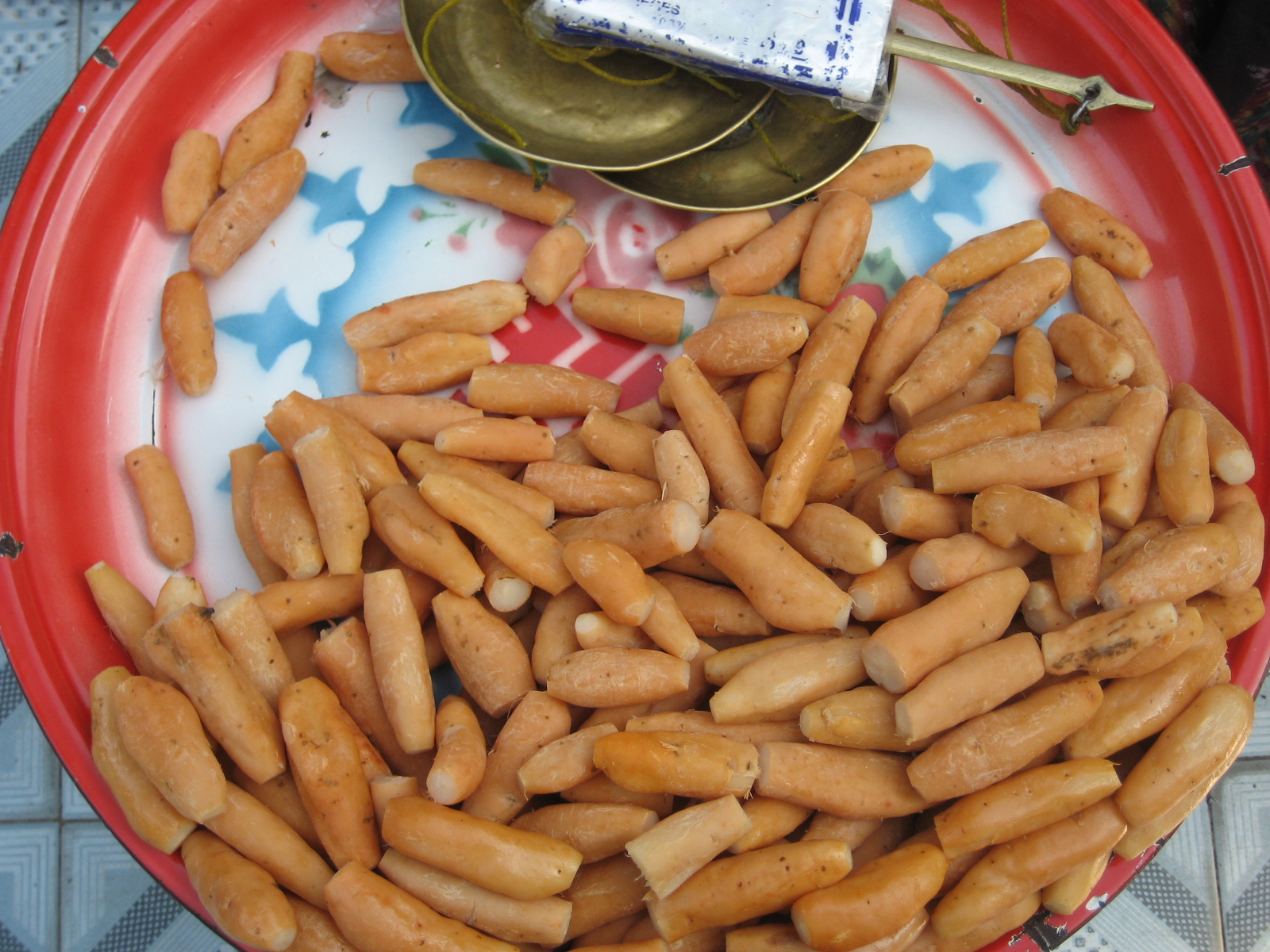
茹で上げた四角豆の芋（ミャンマー）

## 栽培
春に種をまき、夏から初秋にかけてつく若いさやを収穫する。在来品種は短日性が強く、特に沖縄県以外では開花結実する時期（元々は9月 - 10月）に気温が足りないため露地栽培は難しかったが、沖縄の夏の野菜不足を補うためにも1980年代に旧農林水産省熱帯農業研究センター（現、国際農林水産業研究センター） によって新品種「ウリズン」は夏（7月〜9月）でも開花結実するように改良研究され栽培が奨励された。
高温性で霜には弱く、暖地などで育てられる。短日性であるため、種を遅くまきすぎると花がつきにくくなる。つるや葉が勢いよく伸びるため、支柱を立ててつるを這わせて、下の方のわき芽を欠いて株の風通しを良くして育てるのが重要となる。主に若いさやを収穫するが、とり遅れると、さやの四隅のひだが傷んで黒ずむため、適期に収穫する。若いさやのほか、やわらかいつる先、花も食べられるが、採りすぎるとさやのつきが悪くなる。病虫害は少なくて育てやすい。
畑に直接種をまくか、苗を育てて定植する方法どちらでも育てられる。苗をつくる場合、育苗ポットに3粒ほど種をまき、ビニールで覆うなど保温して発芽させ、1本に間引きして本葉4 - 5枚の苗に仕上げる。種のまき時は暖地が4月下旬、中間地が5月初旬、冷涼地が5月中旬となるが、寒さに弱いので沖縄以外では苗の状態で植えたほうが良い。畑は植え付けの2週間くらい前に溝を掘って元肥をすき込み、畝をつくる。苗は株間40 cm以上で植え付け、直まきする場合は同様の間隔で1カ所に3粒まいて、間引きして育てる。つるが伸びてくる前に2.2 m以上ある長めの支柱を立て、支柱の中間で隣の支柱と交差させて支柱の上方に手が届くようにする。追肥は、開花初期と収穫期の2回与えるようにし、土寄せも行う。花が咲いてから14 - 20日前後経過すると、莢が10 - 15 cmほどに生長し、収穫の適期を迎える。地上部が枯れたころに、地下部を掘ると芋がついているので収穫できる。

## 脚註
1. 1 2 3 4  米倉浩司・梶田忠 (2003-). “Psophocarpus tetragonolobus (L.) DC. シカクマメ（標準）”. BG Plants 和名−学名インデックス（YList）. 2023年1月8日閲覧。
2. ↑  米倉浩司・梶田忠 (2003-). “Psophocarpus palustris Desv. シカクマメ（シノニム）”. BG Plants 和名−学名インデックス（YList）. 2023年1月8日閲覧。
3. 1 2 3 4 5 6 7 8  猪股慶子監修 成美堂出版編集部編 2012, p. 139.
4. 1 2 3 4 5 6 7 8 9 10  金子美登・野口勲監修 成美堂出版編集部編 2011, p. 80.
5. 1 2 3 4  講談社編 2013, p. 104.
6. ↑  星川清親『新編 食用作物』訂正第5版、養賢堂、1985年年5月10日、552頁。
7. ↑  猪股慶子監修 成美堂出版編集部編 2012, p. 96.
8. 1 2 3 4  金子美登・野口勲監修 成美堂出版編集部編 2011, p. 81.
9. 1 2 3 4 5 6  板木利隆 2020, p. 116.
10. ↑  京都府立植物園 ウリズンシカクマメ
11. ↑  沖縄県農林水産部流通政策課 おきなわ伝統的農産物データベース シカクマメ 2012年6月17日閲覧。
12. 1 2 3 4 5 6  板木利隆 2020, p. 117.